# علي مصباح (مترجم)
علي مصباح (1953 -) هو كاتب ومترجم تونسي من الألمانيّة إلى العربيّة يقيم في ألمانيا ترجم عدّة كتب من أهمّها هكذا تكلم زرادشت لفريدريك نيتشه.

## النشأة والمسيرة
ولد علي مصباح بزغوان بتونس ودرس علم الاجتماع بجامعة السوربون بباريس والفلسفة والعلوم الاجتماعيّة بجامعة برلين الحرة. درّس في المدارس الثانوية بتونس من 1980 إلى 1989. وكتب في عدة صحف ومجلات تونسية. وهاجر إلى برلين في 1989. اهتم بالترجمة النقدية والفلسفية إذ ترجم هذا هو الإنسان لفريدريك نيتشه عن دار الجمل في 2003 و«الفلسفة وقضايا الحياة» لبيرتراند راسل عن منشورات دار المعرفة بتونس في 2005. وترجم عددا آخر من مؤلفات نيتشه صدرت كلها عن دار الجمل وهي هكذا تكلم زرادشت في 2007، و«غسق الأوثان أو كيف نتعاطى الفلسفة قرعا بالمطرقة» ونقيض المسيحفي 2010، و«إنساني مفرط في إنسانيته؛ كتاب للمفكرين الأحرار - الكتاب الأول» في 2013 و«إنساني مفرط في إنسانيته؛ كتاب للمفكرين الأحرار - الكتاب الثاني» في 2014 وقضية فاغنر و«نيتشه ضد فاغنر» في 2016 والعلم المرح في 2017 وما وراء الخير والشر؛ توطئة لفلسفة مستقبلية في 2018 و«في جنيالوجيا الأخلاق» في 2020. وكتب أيضا لنفس الدار ""الإنجيل«الخامس لنيتشه» لبيتر سلوتردايك في 2012 و«مقالات فلسفية في المسرح والشعر ومسائل تتعلق بالإستطيقا» لفريدريك شيلر. ونشر عدة قصائد مترجمة للشاعر الألماني هانس ماغنوس إنتزنسبيرغر في مجلة نزوى ونشر قصصا قصيرة للكاتب الإيطالي إيتالو كالفينو.
وألف أربعة مؤلفات هما روايتا «حارة السفهاء» و«سان دني» الصادرتان عن منشورات الجمل في 2013 و2015 على التوالي وكتاب في أدب الرحلة هو «مدن ووجوه: رحلات في تركيا والمغرب والبرتغال» الذي صدر عن دار السويدي للنشر والتوزيع في أبو ظبي في 2004 والذي فاز من خلاله بجائزة ابن بطوطة للرحلة المعاصرة في نفس السنة وكتاب «طريق الصحراء» عن الهيئة العامة لقصور الثقافة في مصر. وكتب دراسة عن محمد شكري عنوانها «محمد شكري مجنون الحياة وبهجة الكتابة» وقد صدرت ضمن الكتاب الجماعي «مدارات فكرية وثقافية» عن منشورات كلية الآداب والعلوم الإنسانية بجامعة ابن زهر في المغرب في 2006. وكتب ترجمات ودراسات نقدية ونصوص قصصية ومقالات في عدة جرائد ومجلات عربية منها الكرمل و«المدى» ونزوى و«الموقف الأدبي» التابعة لاتحاد الكتاب العرب والحياة الثقافية و«مشارف».
ترجمت بعض من قصصه القصيرة إلى اللغة الفرنسية ونشرت في مجلة «قنطرة» التي تصدر عن معهد العالم العربي في باريس و«مجلة الدراسات الفلسطينية» الناطقة بالفرنسية الصادرة من باريس عن مؤسسة الدراسات الفلسطينية. وترجمت بعضها إلى اللغة الإنجليزية ضمن مجلة بانيبال وضمن كتاب «أسماك السردين والبرتقالات: قصص قصيرة من شمال أفريقيا» الصادر عن بانيبال في 2005.

## الجوائز
- جائزة ابن بطوطة للرحلة المعاصرة، 2004

## أعماله
- مدن ووجوه: رحلات في تركيا والمغرب والبرتغال، دار السويدي للنشر والتوزيع، أبو ظبي، 2004 (أدب الرحلة)
- طريق الصحراء، الهيئة العامة لقصور الثقافة، مصر
- حارة السفهاء، منشورات الجمل، 2013 (رواية)
- سان دني، منشورات الجمل، 2015 (رواية)

### ترجمات
- هذا هو الإنسان، فريدريك نيتشه (دار الجمل 2003)
- الفلسفة وقضايا الحياة، بيرتراند راسل (منشورات دار المعرفة - تونس 2005)
- هكذا تكلم زرادشت، فريدريك نيتشه (دار الجمل 2007)
- غسق الأوثان أو كيف نتعاطى الفلسفة قرعا بالمطرقة، فريدريك نيتشه (دار الجمل 2010)
- نقيض المسيح، فريدريك نيتشه (دار الجمل 2010)
- «الإنجيل» الخامس لنيتشه، بيتر سلوتردايك، (دار الجمل 2012)
- إنساني مفرط في إنسانيته؛ كتاب للمفكرين الأحرار - الكتاب الأول، فريدريك نيتشه (دار الجمل 2013)
- إنساني مفرط في إنسانيته؛ كتاب للمفكرين الأحرار - الكتاب الثاني، فريدريك نيتشه (دار الجمل 2014)
- مقالات فلسفية في المسرح والشعر ومسائل تتعلق بالإستطيقا، فريدريك شيلر (دار الجمل 2016)
- قضية فاغنر و«نيتشه ضد فاغنر»، فريدريك نيتشه (دار الجمل 2016)
- العلم المرح، فريدريك نيتشه (دار الجمل 2017)
- ما وراء الخير والشر؛ توطئة لفلسفة مستقبلية، فريدريك نيتشه (دار الجمل 2018)
- في جنيالوجيا الأخلاق، فريدريك نيتشه (دار الجمل 2020)